# Sant Andreu de Llavaneres (ort)
Sant Andreu de Llavaneres är en ort i Spanien.   Den ligger i provinsen Província de Barcelona och regionen Katalonien, i den östra delen av landet, 500 km öster om huvudstaden Madrid. Sant Andreu de Llavaneres ligger 107 meter över havet och antalet invånare är 10 181.
Terrängen runt Sant Andreu de Llavaneres är huvudsakligen kuperad, men österut är den platt. Havet är nära Sant Andreu de Llavaneres åt sydost.  Närmaste större samhälle är Mataró, 4,2 km sydväst om Sant Andreu de Llavaneres. 